# Banca Popolare di Marostica
La Banca Popolare di Marostica è stata un istituto di credito Veneto.

## Storia
La Popolare di Marostica è stata fondata a Marostica il 2 ottobre 1892, per volontà dei protagonisti della società civile, culturale e amministrativa per finanziare le iniziative imprenditoriali della zona.
La banca si rivolge principalmente alle famiglie e alle piccole e medie imprese e può contare sulla sede nel centro di Marostica e di molte filiali attive nella provincia di Vicenza a cui si sono affiancate nuove aperture nelle province di Padova e di Treviso.
Nell'ottobre del 2014 i componenti dei Consigli di amministrazione di Banca Popolare dell'Alto Adige e di Banca Popolare di Marostica  hanno concordato un progetto di fusione che è stato deliberato in febbraio dai soci delle due banche ed è in vigore dal 1º aprile del 2015.